# Pfarrkirche St. Martin in Ebene Reichenau

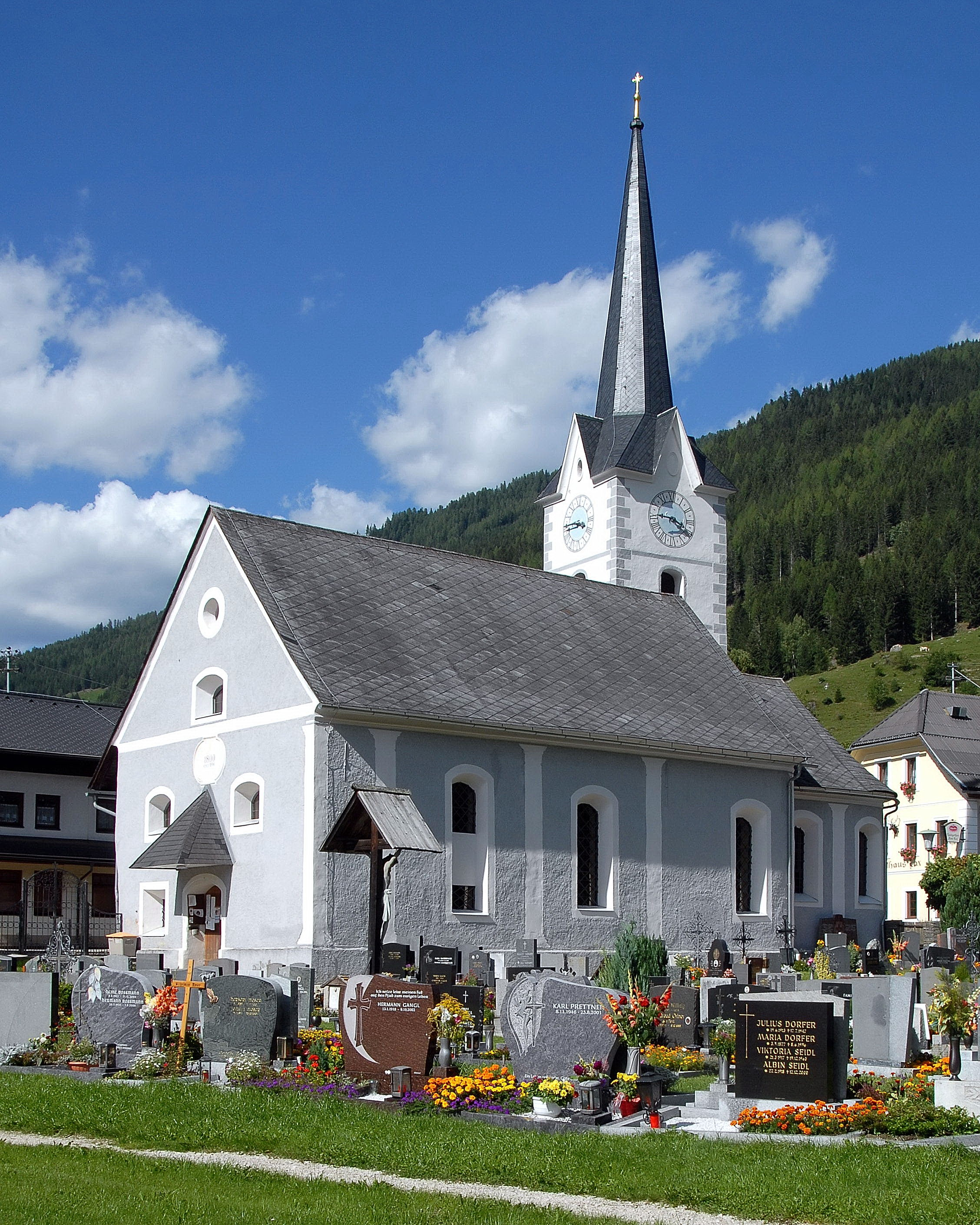

Die römisch-katholische Pfarrkirche St. Martin in Ebene Reichenau in der Gemeinde Reichenau ist dem heiligen Martin geweiht. 
1384 wurde in der Reichenau eine Andreas-und-Martin-Kapelle geweiht. Bis 1754 war das Gotteshaus eine Filialkirche von St. Lorenzen, dann ein eigens Vikariat. 1806 wurde ein neuer Friedhof geweiht. 1812 erfolgte die Erhebung zur Pfarre.

## Baubeschreibung
Die Kirche ist ein spätbarocker Bau aus der Mitte des 18. Jahrhunderts mit einem ausgeschiedenen Chor. Der Turm an der Nordseite des Chores  besitzt rundbogige Schallöffnungen und wird von einem Pyramidenspitzdach des 19. Jahrhunderts bekrönt. In den Rauputz gepresste Pilaster gliedern die Kirchenfassade. Die Fenster an Schiff und Chor sind segmentbogig ausgeführt, die Westfassade weist verschiedenförmige Fensteröffnungen auf. Das Westportal mit gedrücktem Bogen wird von einem Vordach geschützt.
Über dem Langhaus erhebt sich ein Tonnengewölbe mit Stichkappen. Die moderne Westempore auf Steinsäulen besitzt einen runden Orgelerker. Ein rundbogiger Triumphbogen mit Kämpfern verbindet das Langhaus und den um drei Stufen erhöhten Chor mit Halbkreisabschluss. Auch über dem Chor wölbt sich eine Tonne mit Stichkappen. Ein Portal mit geradem Sturz führt in die Sakristei.

## Einrichtung

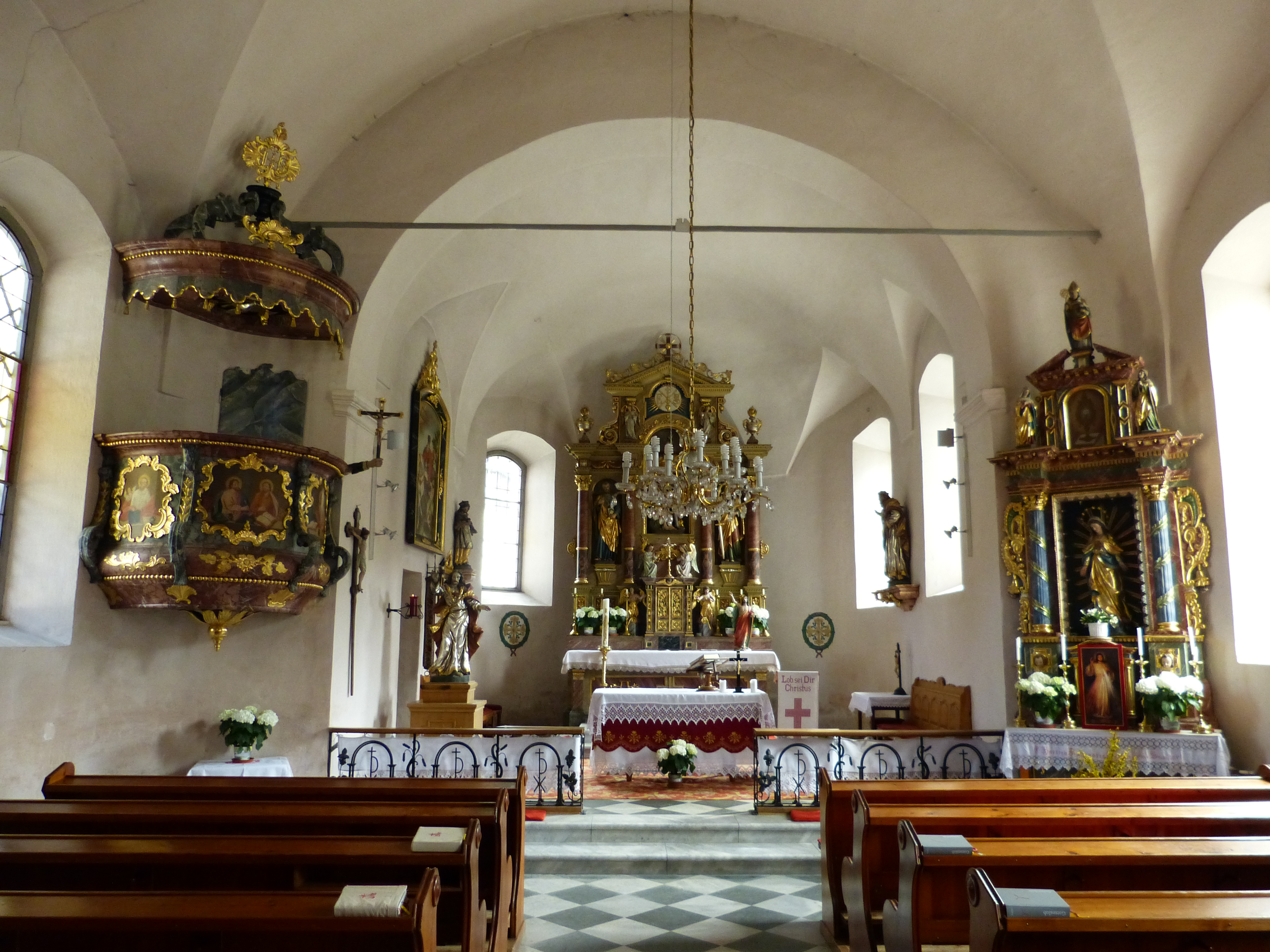

Der Hochaltar wurde im 19. Jahrhundert im Stil der Neorenaissance gefertigt. Die spätgotische Mittelfigur des Kirchenheiligen entstand in den 1520er Jahren in einer Kärntner Werkstatt. Seitlich stehen die Statuen der Apostelfürsten Petrus und Paulus. Die um 1740/50 gebaute Kanzel ist in den Feldern mit den vier Evangelisten bemalt. 
Zur weiteren Ausstattung der Kirche zählen ein Bild mit dem Mantel teilenden Martin aus dem 17, Jahrhundert, eine Konsolstatue des Johannes Nepomuk aus dem 18. Jahrhundert, ein geschnitztes Kruzifix aus der zweiten Hälfte des 18. Jahrhunderts zwischen barocken Engeln und ein Taufstein im Neorenaissance-Stil aus dem 19. Jahrhundert.